# Carboneras
Carboneras é um município da Espanha na província de Almería, comunidade autónoma da Andaluzia, de área 95 km² com população de 7964 habitantes (2009) e densidade populacional de 83,83 hab/km².
Carboneras está incluída no Parque Natural do Cabo de Gata-Níjar.

## Demografia
| Variação demográfica do município entre 1991 e 2008 | Variação demográfica do município entre 1991 e 2008 | Variação demográfica do município entre 1991 e 2008 | Variação demográfica do município entre 1991 e 2008 | Variação demográfica do município entre 1991 e 2008 |
| --------------------------------------------------- | --------------------------------------------------- | --------------------------------------------------- | --------------------------------------------------- | --------------------------------------------------- |
| 1991                                                | 1996                                                | 2001                                                | 2004                                                | 2008                                                |
| 5703                                                | 6215                                                | 6660                                                | 7100                                                | 7787                                                |